# Glandieu
Glandieu és una entitat de població francesa, situat al departament de l'Ain i a la regió d'Alvèrnia-Roine-Alps. És compartit en el territori de dos municipis per el Riu Gland, que aquí forma la famosa cascada.
La part nord de Glandieu està annexada a la comuna de Saint-Benoît. La part sud pertany a la de Brégnier-Cordon. A més de la cascada, Glandieu també és coneguda per la seva cova i el llac.

## Toponímia
A diferència dels altres topònims "ieu" de la comarca (Izieu, Peyrieu, etc.), Glandieu deriva el seu nom del gal i de les arrels "glano" (pura) i "eu" (aigua).

## Galeria d'imatges

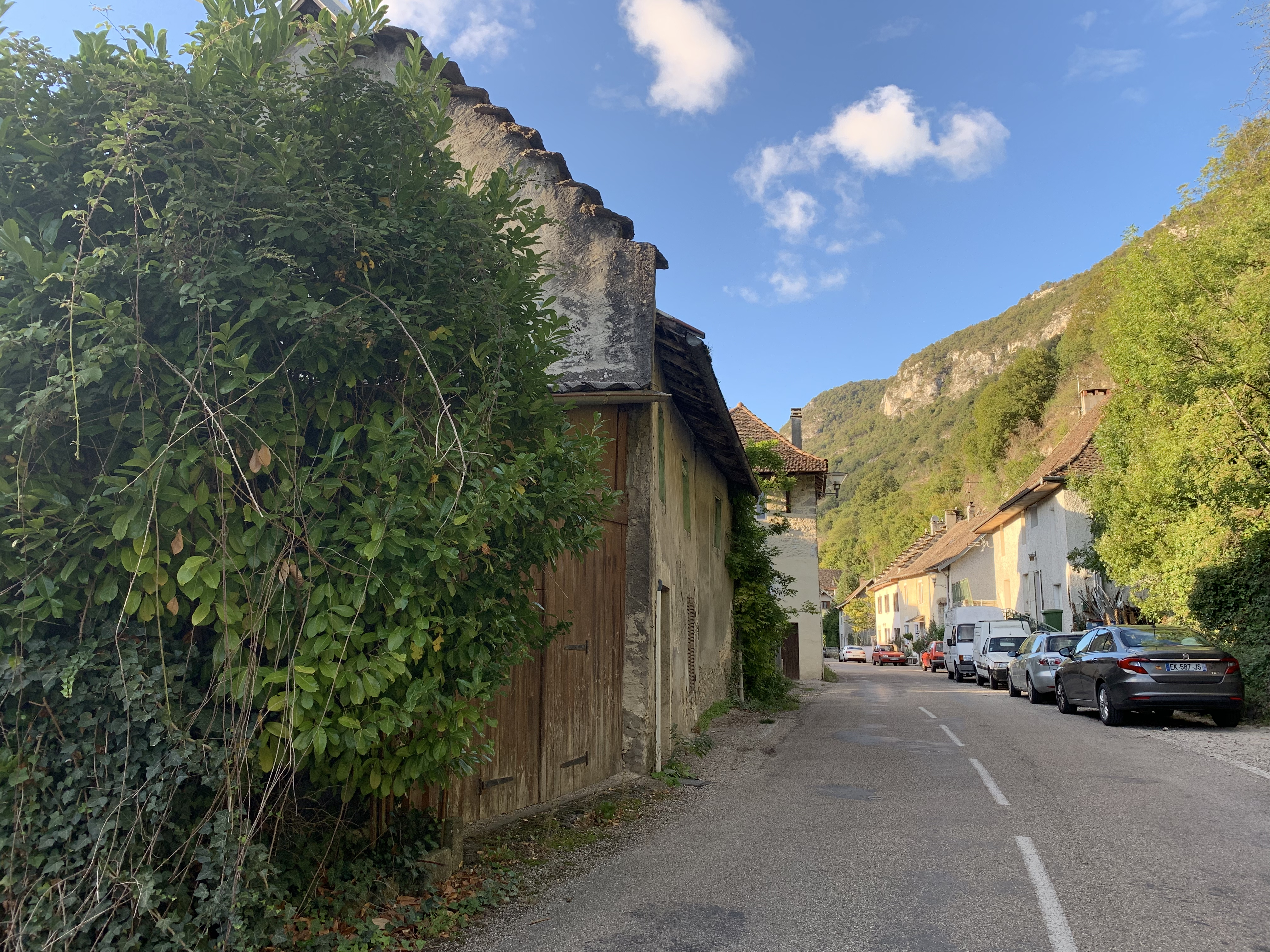
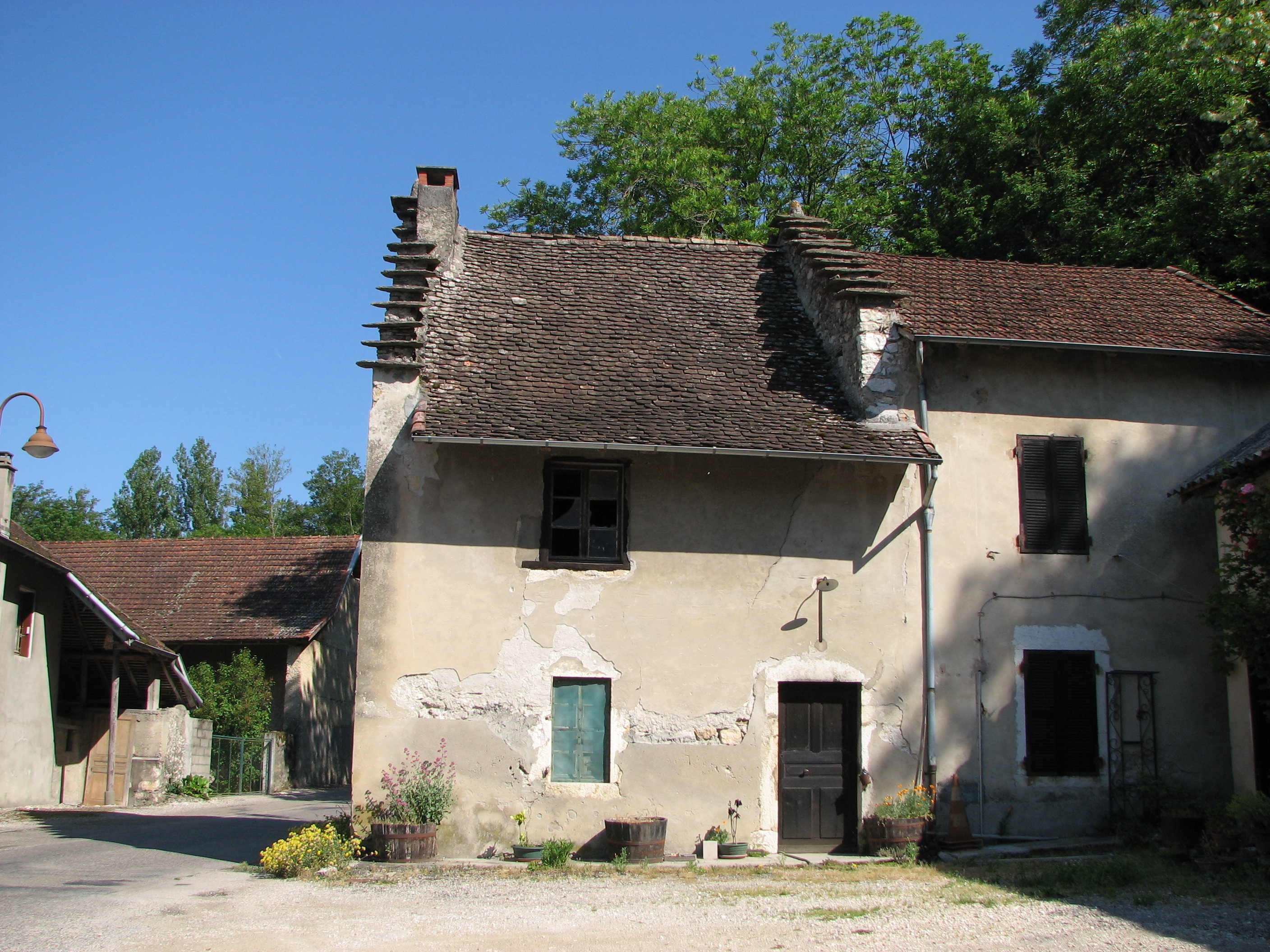